# Alexandra Pesch
Alexandra Pesch (* 25. Juli 1965 in Kempen am Niederrhein) ist eine deutsche Archäologin und Altskandinavistin. Sie ist Wissenschaftlerin am Leibniz-Zentrum für Archäologie (LEIZA), Standort Schleswig (LEIZA-ZBSA, Zentrum für Baltische und Skandinavische Archäologie) und lehrt als außerplanmäßige Professorin an der Universität Kiel.

## Werdegang
Alexandra Pesch wuchs in Kempen am Niederrhein auf. Von 1985 bis 1995 studierte sie in Essen und Münster Ur- und Frühgeschichte, Skandinavistik sowie Germanistik. Ihre interdisziplinäre Dissertation (1993–1995) schrieb sie bei Hans Schottmann und Torsten Capelle. Sie wurde 1996 unter dem Titel Brunaǫld, haugsǫld, kirkjuǫld. Untersuchungen zu den archäologisch überprüfbaren Aussagen in der Heimskringla des Snorri Sturluson veröffentlicht.
Es folgten von 1996 bis 2008 Anstellungen als Archäologin beim Landschaftsverband Westfalen-Lippe, unter anderem am Museum in der Kaiserpfalz in Paderborn, dem Fachreferat Mittelalter in Münster (Bodendenkmalpflege) und dem archäologischen Landesmuseum in Herne (Referentin und stellvertretende Museumsleiterin). Ab 1998 nahm sie an der Universität Münster erste Lehraufträge für Kurse in Altwestnordisch an.
Seit 2009 ist sie als wissenschaftliche Angestellte am Zentrum für Baltische und Skandinavische Archäologie (ZBSA) in Schleswig tätig. 2014 folgte die interdisziplinäre Habilitation an der Universität München, Fakultät für Sprach- und Literaturwissenschaften und Fakultät für Kulturwissenschaften. Sie erwarb die venia legendi für die Fächer Frühgeschichtliche Archäologie sowie Altnordische Philologie. Ihre Habilitationsschrift erschien unter dem Titel Die Macht der Tiere. Völkerwanderungszeitliche Goldhalskragen und die Grundsätze germanischer Kunst.
Um heimatnah an der Universität Kiel lehren zu dürfen, umhabilitierte sie 2016 an die dortige Philosophische Fakultät und erlangte die venia legendi für die Fächer Ur- und Frühgeschichtliche Archäologie sowie Altnordische Philologie. 2020 folgte die Ernennung zur außerplanmäßigen Professorin.

## Forschung
Ihre Forschungsschwerpunkte liegen in der Erforschung der Bildersprachen des ersten Jahrtausends im Nord- und Ostseeraum (Archäologische Bildwissenschaft, Tierstile, Goldbrakteaten, Goldhalskragen, Goldblechfiguren). Ihre Arbeitsfelder umfassen auch Runenkunde, Ritualistik, Symbolforschung und Text-Bild-Relationen.

## Auszeichnungen und Mitgliedschaften
(Quelle: LEIZA)
- Oscar Montelius-Medaille (Monteliusmedaljen) der Svenska Fornminnesföreningen, Oktober 2016[3]
- Mitglied  (utländsk arbetande ledamot) der Kungliga Gustav Adolfs Akademien för Svensk Folkkultur
- Mitglied im Denkmalrat des Landes Schleswig-Holstein
- Mitglied im wissenschaftlichen Beirat des DFG-Fachinformationsdienstes Nordeuropa
- Korrespondierendes Mitglied der Altertumskommission für Westfalen
- Internationales Sachsensymposium, Arbeitsgemeinschaft für Archäologie in Nordwesteuropa e.V. (gewähltes Mitglied)
- Academic Staff-Mitglied der Johanna-Mestorf-Akademie der Universität Kiel
- Leiterin Sektion Schleswig der Schleswig-Holsteinischen Universitätsgesellschaft

## Veröffentlichungen (Auswahl)
Alexandra Pesch veröffentlichte zahlreiche Monographien und Fachbeiträge vor allem im Bereich der sogenannten Germanischen Altertumskunde.

### Monographien
- Brunaǫld, haugsǫld, kirkjuǫld. Untersuchungen zu den archäologisch überprüfbaren Aussagen in der Heimskringla des Snorri Sturluson. Frankfurt a.M./Berlin/Bern/New York/Paris/Wien 1996. ISBN 978-3-631301876.
- Das Domkloster. Archäologie und historische Forschung zu Liudgers honestum monasterium in pago Sudergoe. Die Ausgrabungen 1936–1981 am Horsteberg in Münster (= Der Dom zu Münster. Band 4 = Denkmalpflege und Forschung in Westfalen. Band 26, 4). Zabern/Mainz 2005. ISBN 3-8053-3515-6.
- Die Goldbrakteaten der Völkerwanderungszeit – Thema und Variation. Die Formularfamilien der Bilddarstellungen (= Ergänzungsbände zum Reallexikon der Germanischen Altertumskunde 36). De Gruyter, Berlin/New York 2007. ISBN 978-3-110201109.
- Die Kraft der Tiere. Völkerwanderungszeitliche Goldhalskragen und die Grundsätze germanischer Kunst. Unter Mitarbeit von Jan Peder Lamm, Maiken Fecht und Barbara Armbruster (Kataloge zur Vor- und Frühgeschichtlichen Archäologie 47, zugleich Schriften des archäologischen Landesmuseums [Schleswig], Monographien Bd. 12). Mainz 2015. ISBN 978-3-795429843.
- Vom Zauber der Zeichen. Die historischen Hintergründe von graphischen Zeichen, Symbolen und Ornamenten in der modernen Wikinger- und Mittelalterszene. Schleswig 2024. ISBN 978-3-947-38623-9.

### Herausgeberschaft
- Alexandra Pesch / Oliver Grimm (Hg.): The Gudme/Gudhem Phenomenon. Papers presented at a workshop organized by the Centre for Baltic and Scandinavian Archaeology (ZBSA), Schleswig, April 26th and 27th 2010. Neumünster 2011.
- Alexandra Pesch / Ruth Blankenfeldt (Hg.): Goldsmith Mysteries. Archaeological, pictorial and documentary evidence from the 1st millennium AD in northern Europe. Papers presented at a workshop organized by the Centre for Baltic and Scandinavian Archaeology (ZBSA), Schleswig, October 20th and 21st, 2011. Neumünster 2012.
- Oliver Grimm / Alexandra Pesch (Hg.): Archäologie und Runen. Fallstudien zu Inschriften im älteren Futhark. Beiträge zum Workshop am Zentrum für Baltische und Skandinavische Archäologie (ZBSA) in Schleswig am 3./4. Februar 2011 (Schriften des Archäologischen Landesmuseums, Ergänzungsreihe 11). Neumünster 2015.
- Alessia Bauer / Alexandra Pesch (Hg.): Hvanndalir – Beiträge zur europäischen Altertumskunde und mediävistischen Literaturwissenschaft. Festschrift für Wilhelm Heizmann (Ergänzungsbände zum Reallexikon der Germanischen Altertumskunde 106). Berlin/Boston 2018.
- Alexandra Pesch / Michaela Helmbrecht (Hg.): Gold foil figures in focus. A Scandinavian find group and related objects and images from ancient and medieval Europe. Papers presented at an international and interdisciplinary workshop organized by the Centre for Baltic and Scandinavian Archaeology (ZBSA) Schleswig, October 23rd to 25th, 2017. Advanced studies in ancient iconography 1 (Schriften des Museums für Archäologie, Ergänzungsreihe 14). München 2019.
- Oliver Grimm / Daniel Groß / Alexandra Pesch / Olof Sundqvist / Andreas Zedrosser (Hg.): Bear and Human – Facets of a Multi-Layered Relationship from Past to Recent Times, with Emphasis on Northern Europe. A Volume based on papers presented at a conference at Orsa Predator Park, Dalarna, Sweden, Oct. 16th to 18th, 2019  (= Advanced Studies on the Archaeology and History of Hunting 3 = The Archaeology of Northern Europe 3). Turnhout 2023.

### Beiträge in Fachzeitschriften oder -lexika, Tagungsbänden und Festschriften (Auswahl)
- Wer war Hálfdan svarti? Archäologische Fakten und textkritische Betrachtungen über einen unbekannten König und seine wohlbekannte Bestattung. In: Frühmittelalterliche Studien 31, 1997, S. 70–95.
- Die Oseberg-Saga in ihrer Vielschichtigkeit. In: Zur Aktualität der Saga. Festschrift für Hans Schottmann, Hg.: H. Beck (Ergänzungsbände zum Reallexikon der Germanischen Altertumskunde 21). Berlin/New York 1999, S. 177–199.
- Stadtarchäologie in Paderborn: Zwischen Rosenstraße und Jühengasse. Bericht über die Ausgrabung 1996 sowie über frühere Grabungen und Befunde in diesem Gebiet. In: Ausgrabungen und Funde in Westfalen-Lippe, Bd. 9c, 1999, S. 193–222.
- Die Ausgrabung auf dem Gelände der ehemaligen Paderborner Synagoge an der warmen Pader und die eisenzeitlichen Siedlungsspuren im Stadtgebiet von Paderborn. In: Westfalen 78, 2000, S. 46–61.
- Mischwesen. In: Reallexikon der Germanischen Altertumskunde 20, 2002, S. 61–73.
- Noch ein Tropfen auf die heißen Steine: Zur 1992 entdeckten Runeninschrift an den Externsteinen. In: Runica – Germanica – Mediaevalia. Festschrift für Klaus Düwel, Hg.: Wilhelm Heizmann und Astrid van Nahl (Ergänzungsbände zum Reallexikon der Germanischen Altertumskunde 37). Berlin/New York 2003, S. 567–580.
- Opfer, § 4: Bild- und Textbelege zu skandinavischen Opferritualen. In: Reallexikon der Germanischen Altertumskunde 22, 2003, S. 118–127.
- Ordal (skírsla) bei den nordgermanischen Völkern. In: Reallexikon der Germanischen Altertumskunde 22, 2003, S. 159–161.
- Blodoffer, drikkelag og frække sange...? Noget om germanske kultpladser og ritualer. In: Ragnarok, Odins Verden. Begleitband zur Ausstellung „Ragnarok“ im Museum Silkeborg 2005, Hg.: Christian Fischer und Torsten Capelle. Silkeborg 2005, S. 119–130 (dänisch).
- Iconologia sacra. Entwicklung und Bedeutung der germanischen Bildersprache im 1. Jahrtausend. In: Glaube, Kult und Herrschaft. Phänomene des Religiösen, Hg.: Uta von Freeden, Herwig Friesinger und Egon Wamers (Röm.-Germ. Kommission des Deutschen Archäologischen Instituts, Kolloquien zur Vor- und Frühgeschichte 12). Bonn 2009, S. 203–217.
- mit Oliver Grimm: Kulthus på Jæren? In: Frá haug og heiðni. Tidsskrift for Rogalands Arkeologiske Forening, 2/2010, S. 13–18.
- Gudme/Gudhem in the light of archaeology. In: Grimm, Oliver und Pesch, Alexandra (Hg.): The Gudme/Gudhem Phenomenon. Papers presented at a workshop organized by the Centre for Baltic and Scandinavian Archaeology (ZBSA), Schleswig, April 26th and 27th 2010. Neumünster 2011, S. 47–61 (englisch).
- mit Konstantin Skvorzov: Krieger, dicke Vögel und gehörnte Pferde? Ein Sattelbeschlag aus Mitino (Obl. Kaliningrad). In: Archäologisches Korrespondenzblatt 41, 2011, S. 419–438.
- Netzwerk der Zentralplätze. Elitenkontakte und Zusammenarbeit frühmittelalterlicher Reichtumszentren im Spiegel der Goldbrakteaten. In: Die Goldbrakteaten der Völkerwanderungszeit, Band 4,2: Auswertung und Neufunde (Ergänzungsbände zum RGA 40). Berlin/New York 2011, S. 231–277.
- mit Frans-Arne Stylegar, Håkon Reiersen und Oliver Grimm: To ansiktsmasker og en ring fra Avaldsnes i Rogaland. Ett svar og flere sporsmål. In: Fornvännen 106, 1/2011, S. 8–25.
- Fallstricke und Glatteis: Die germanische Tierornamentik. In: Altertumskunde – Altertumswissenschaft – Kulturwissenschaft: Erträge und Perspektiven nach 40 Jahren Reallexikon der germanischen Altertumskunde (Ergänzungsbände zum Reallexikon der germanischen Altertumskunde 77). Berlin/Boston 2012, S. 633–687.
- The goldsmith, his apprentice and the gods. A fairy tale. In: Pesch, Alexandra und Blankenfeldt, Ruth (Hg.): Goldsmith Mysteries. Archaeological, pictorial and documentary evidence from the first millennium AD in northern Europe. Papers presented at a workshop organized by the Centre for Baltic and Scandinavian Archaeology (ZBSA), Schleswig, April 20th and 21st, 2011. Neumünster 2012, S. 37–48 (englisch).
- Der Schmied, sein Lehrbub und die Götter – Ein Märchen auf den Spuren der Meisterschmiede im Norden. In: Individual and Individuality? Approaches towards an Archaeology of Personhood in the First Millennium AD, Hg.: Babette Ludowici (Neue Studien zur Sachsenforschung 4). Hannover 2013, S. 79–88.

- Der „Seherdaumen“. Zu ungleichen Geschwistern und der Relevanz von archäologischer Bildwissenschaft. In: Interaktion ohne Grenzen. Beispiele archäologischer Forschungen am Beginn des 21. Jahrhunderts. Festschrift für Claus von Carnap-Bornheim. Band 1, Hg.: Berit V. Eriksen, Angelika Abegg-Wigg, Ralf Bleile, Ulf Ickerodt. Schleswig 2017, S. 479–491.
- Facing Faces: The Head Motif in Migration Period Archaeology. In: Medieval Archaeology 61/1, 2017, S. 41–68 (englisch).
- The impact of "wyrms": Germanic snakes, drakes, saurians and worms in the first millennium AD. In: Tiere und Tierdarstellungen in der Archäologie. Beiträge zum Kolloquium in Gedenken an Torsten Capelle, 30.-31. Oktober 2015 in Herne, Hg.: Vera Brieske, Aurelia Dickers, Michael Rind (Veröffentlichungen der Altertumskommission, Landschaftsverband Westfalen-Lippe 22). Münster 2017, S. 247–272 (englisch).
- Zu schön, um wahr zu sein: Moderne Fälschungen von Goldbrakteaten? In: Forschungen in Franconofurd. Festschrift für Egon Wamers zum 65. Geburtstag, Hg: Peter Fasold, Liane Giemsch, Kim Ottendorf, Daniel Winger (Schriften des Archäologischen Museums Frankfurt 28). Regensburg 2017, S. 147–157.
- Drachengold. Schatzfunde des Nordens im ersten Jahrtausend. In: Gold in der europäischen Heldensage, Hg.: Heike Sahm, Wilhelm Heizmann, Victor Millet (Ergänzungsbände zum RGA 109). Berlin/Boston 2019, S. 13–34.
- Nordgermanischer Tierstil als Spiegel von Identität und Migrationen. In: Le Migrazioni Nell’Alto Medioewo. Settimane di Studio Della Fondazione Centro Italiano di Studi Sull’Alto Medioevo LXVI, Spoleto, 5.-11. aprile 2018. Spoleto 2019, S. 977-1001 (mit Tafeln I-IV).
- mit Anna Bitner-Wróblewska, Marzena J. Przybyła: Styles. In: The Migration Period between the Odra and the Vistula, Hg.: Aleksander Bursche, John Hines, Anna Zapolska (East Central and Eastern Europe in the Middle Ages 450-1450, Band 59). Leiden/Boston 2020, S. 225–298 (englisch).
- Goldhalskragen. In: Germanische Altertumskunde Online, Hg.: Sebastian Brather, Wilhelm Heizmann und Steffen Patzold. Berlin/New York: De Gruyter 2021 (ohne Seitenzahlen, online).
- Social transformations and resilience. The example of Continental Animal Style III and the Tassilo-Liutpirc Chalice. In: Current Swedish Archaeology 29, 2021, S. 123–154 (englisch, online).
- mit Alessia Bauer: Guidance from ancient symbols: Vegvísir, Ægishjálmur and other galdramyndir. In: Jan van Nahl, Wilhelm Heizmann (Hg.): Germanisches Altertum und Europäisches Mittelalter. Gedenkband für Heinrich Beck (Ergänzungsbände zum RGA 142). 2023, S. 33–54 (englisch).

Weitere Schriften sind bei Academia.edu verzeichnet.